# NGC 2363-V1
أن جي سي 2363-v1 (بالإنجليزية: NGC 2363-V1)‏ هو نجم من نوع LVB NGC 2363 يقع في الجزء الجنوبي الغربي من مجرة NGC 2366 في  كوكبة الزرافة. تم اكتشاف النجم في عام 1996 باستخدام تلسكوب هابل الفضائي، ويعد واحدا من أكثر النجوم المضيئة المعروفة.
يبعد النجم 10.8 مليون سنة ضوئية عن الأرض (3.3 مليون فرسخ) وبقدر بصري 10.25-. تألق النجم 6،300،000 مرة اقوى من الشمس، وعمره ما بين 4 و 5 ملايين سنة. كتلة النجم 20 كتلة شمسية ودائرة نصف قطره 200 مرة أكبر من نصف قطر الشمس.
السطوع الظاهري للنجم هو 17.88 ولديه درجة حرارة من 13،000 إلى 26،000 كلفن.